# Luci Quinti Cincinnat (cònsol 460 aC)

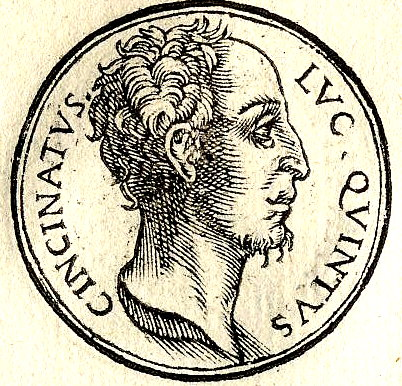
Luci Quint Cincinnat, en un dibuix del al Promptuarii Iconum Insigniorum

Luci Quinti Cincinnat (en llatí: Lucius Quinctius L. f. L. n. Cincinnatus) va ser un magistrat romà, membre dels patricis i oposat als plebeus. Formava part de la gens Quíntia.
Va néixer l'any 519 aC. El 460 aC va ser nomenat cònsol sufecte. Irritat per la mort del seu fill Cesó, va proposar oposar-se a la llei Terència, però la proposta d'aquesta llei va ser abandonada. Dos anys després, el 458 aC, va ser nomenat dictador quan els eques tenien l'exèrcit romà del cònsol en una posició compromesa.
El 450 aC va ser candidat a decemvir, però no va sortir escollit. Es va oposar a obrir el consolat als plebeus.
El 439 aC, a 80 anys, va ser nomenat per segona vegada dictador per resoldre el conflicte que havia generat Espuri Meli.

## Inicis en política
Cincinnat es va iniciar en política sent un persistent oponent als qui proposaven millorar la situació legal dels plebeus. El seu fill Cesó Quinti, seguint el seu model, sovint s'enduia els tribuns de la plebs del fòrum i els convencia de votar en contra d'algunes propostes. L'any 461 aC aquestes actuacions van portar a una acusació formal contra tots dos. Cesó va ser condemnat a mort, però va fugir cap a territori etrusc. El càstig per al pare va consistir a pagar una copiosa multa, motiu pel qual va vendre la majoria de les seves possessions i es va retirar durant un temps a viure al camp sobrevivint del seu treball en una petita granja.
Però un any després va ser nomenat cònsol sufecte, que era el títol que rebien els cònsols que arribaven al poder en substitució d'un altre que havia mort o es retirava abans d'esgotar-se el període de la seva legislatura. Durant el seu consolat el seu principal adversari va ser el tribú de la plebs Gai Terenci Arsa. En aquell temps la República Romana estava preocupada per una guerra contra els Volscs. Aquest tribú va intentar utilitzar l'agitació associada amb l'esforç de guerra per impulsar una sèrie de reformes que beneficiaven als pagesos i als plebeus en general, l'anomenada llei Terència que incloïa una proposta per elaborar un codi de lleis escrites aplicables per igual tant als patricis com als plebeus. D'aquesta llei sorgiria més endavant les Lleis de les dotze taules.

## Dictadura de Cincinnat

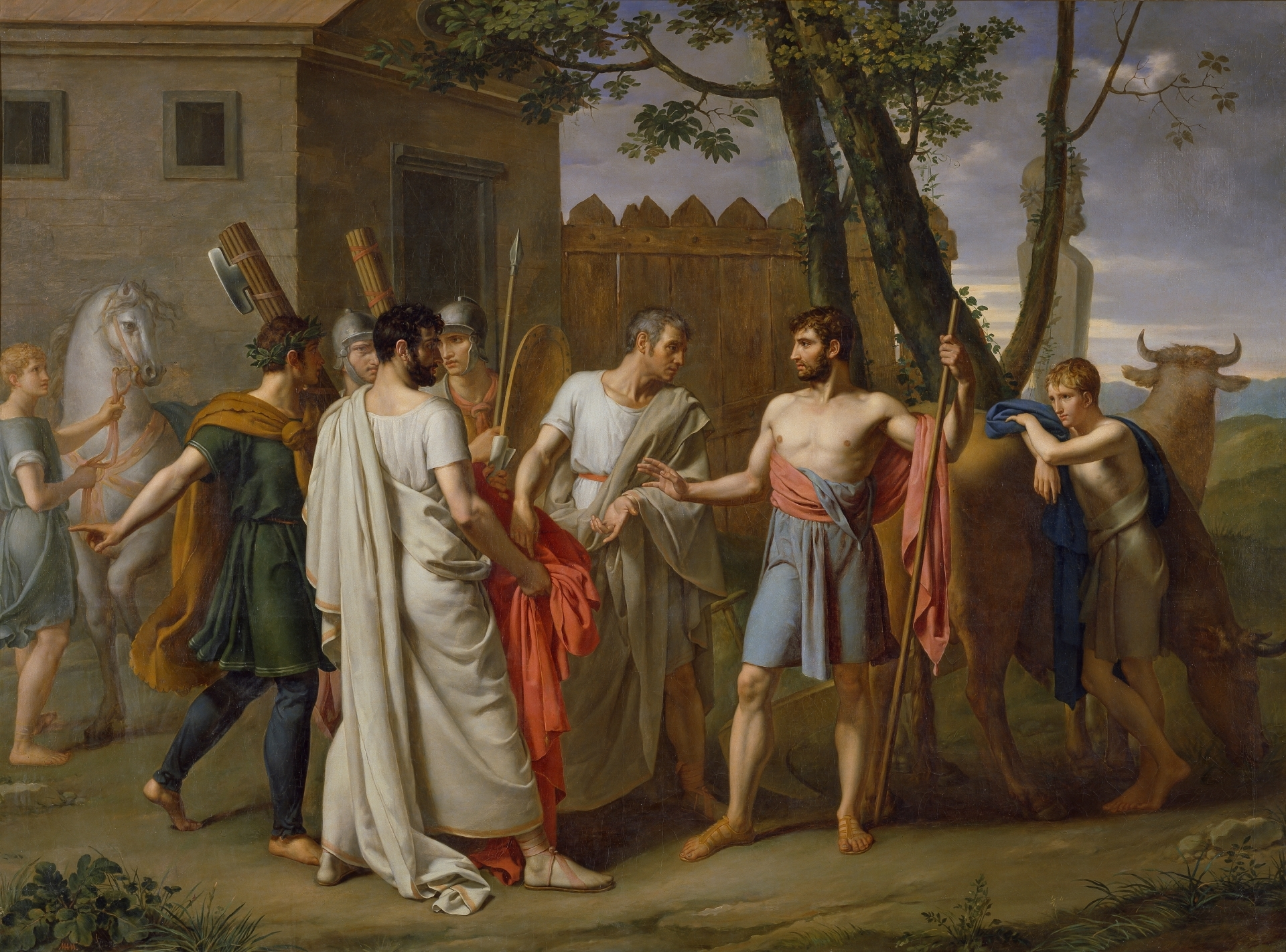
Pintura de Juan Antonio Ribera, 1806, representant el moment en què, estant a la seva granja, és cridat al càrrec de cònsol.

L'any 458 aC, els romans estaven en guerra contra els eques i els sabins. El cònsol Minucius Esquilinus anava amb un exèrcit cap a la zona de batalla, però va ser deturat pels eques a les muntanyes d'Alba. Uns pocs soldats de la cavalleria romana van fugir del setge i van explicar al senat romà el que passava. El senat, pres del pànic, va autoritzar al cònsol Gai Horaci Pulvil, que nomenés un dictador per prendre les decisions i aquest va deixar aquesta responsabilitat en Cincinnat per una durada de sis mesos. Titus Livi narra aquest moment dient que un grup de senadors van anar-lo a cercar i el van trobar llaurant a la seva granja, llavors li van dir que pel bé del seu país havia d'acceptar el títol de Magister Populi. Cincinnat va demanar a la seva dona que li portés la seva toga senatorial i va marxar amb ells. Quan va arribar a la ciutat en una barca, ja que la seva hisenda estava a l'altra banda del Tíber, va ser aclamat per la gent i un grup de set lictors el van escortar.
L'endemà Cincinnat va nomenar ajudant seu Luci Tarquici, que tenia una gran reputació com a soldat. Tot seguit va fer una llei cridant a tots els homes en edat de poder servir en funció de militars, els quals s'haurien d'aplegar al camp de Mart abans que s'acabés el dia. Tots junts van marxar a trobar-se amb l'enemic a la que es va dir Batalla del Mont Algidus.
Cincinnat dirigia la infanteria, mentre que Tarquici comandava la cavalleria. Els eques es van veure sorpresos per un doble atac i finalment es van rendir.
Cincinnat no desitjava vessar sang innecessària i els va perdonar la vida a canvi que li lliuressin el seu dirigent, Cleli Grac, i els seus oficials encadenats. Amb dues llances clavades a terra i una altra en posició horitzontal, van fer passar per baix als eques i, mentre passaven amb el cap cot, havien de dir que acceptaven ser conquerits per Roma. Acabat aquest acte de submissió, Cincinnat va renunciar al seu títol de dictador i va tornar a la seva granja només quinze dies després d'haver assumit el càrrec.

## Retorn al poder

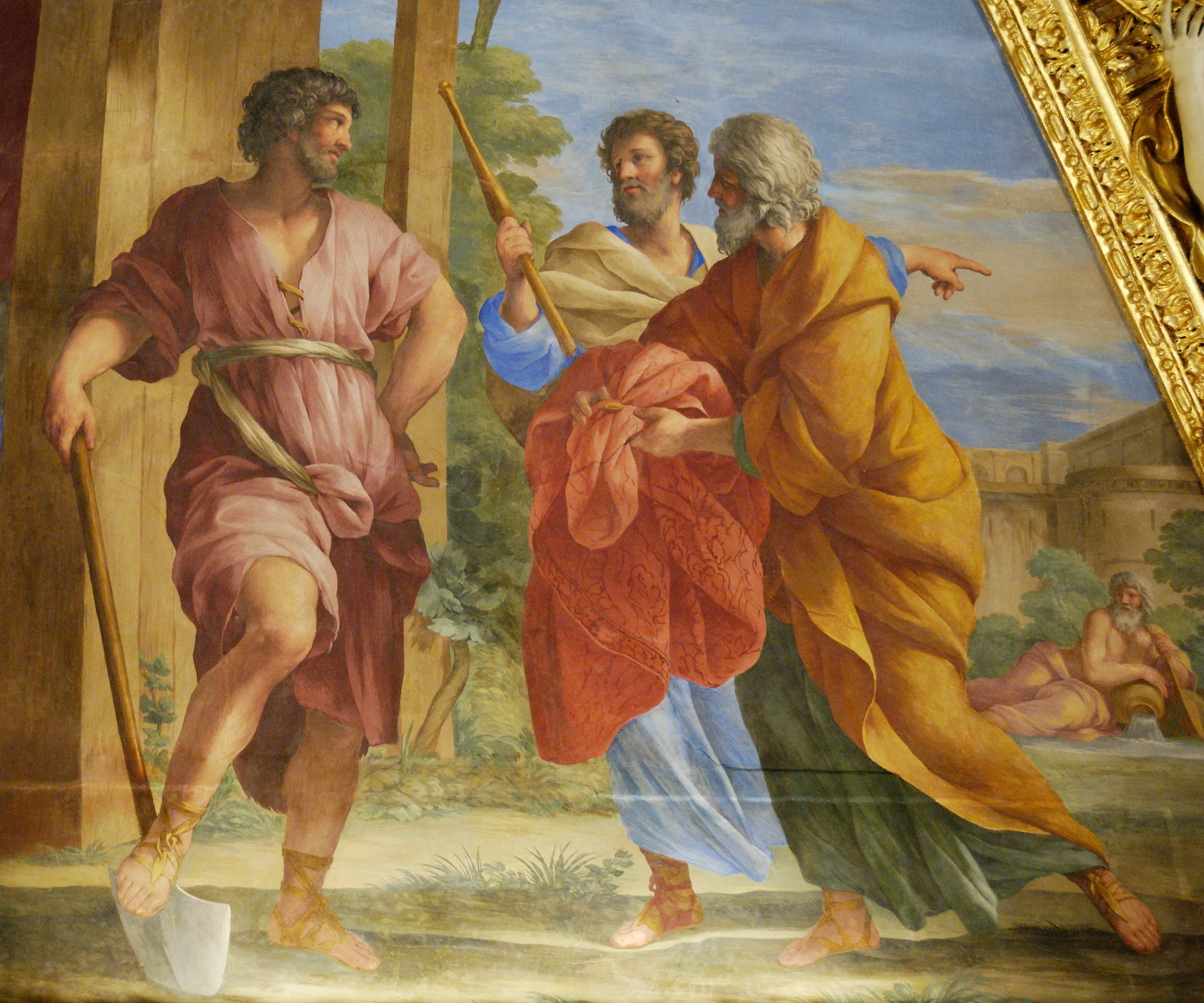
Els representants del senat ofereixen la capa porpra a Cincinnat, pintura de Giovanni Francesco Romanelli, 1655-1658.

L'any 439 aC va ser escollit una altra vegada dictador, per desig de Quint Capitolí Barbat, el qual no es veia capaç de desmantellar una suposada conspiració d'Espuri Meli per esdevenir rei, però que en realitat el que havia fet era comprar amb els seus diners gra dels etruscs per fer front a una epidèmia de fam que patien els romans. Cincinnat va fer portar l'acusat per jutjar-lo, però una colla de patricis encapçalats per Gai Servili Estructe Ahala, que el van anar a cridar el van matar, justificant la seva acció dient que l'home havia posat resistència a acompanyar-los. Després d'això Cincinnat va considerar que l'ordre s'havia restablert i va renunciar al càrrec dient que era massa vell.
Segons la versió donada per Dionís d'Halicarnàs, Espuri Meli havia estat declarat pel senat homo sacer, perdent així els seus drets com a ciutadà, de manera que qualsevol ciutadà podia prendre's la justícia per la seva mà.
Cincinnat va morir vora els 90 anys, probablement l'any 430 aC.

## Posterioritat
Ja en vida, Cincinnat va ser considerat un heroi entre els romans, per haver assumit el poder en moments difícils i no romandre en aquesta posició més temps del necessari. La gran estima en què el tenien es demostra en una anècdota que va passar en els últims anys de la seva vida. Un dels seus fills, Tit Quint Cincinnat Penne, va ser acusat d'incompetència militar i el seu advocat defensor va demanar que l'exculpessin per no trencar el cor del seu pare.
La figura de Cincinnat va passar a la història i va ser valorada per militars i governants. El primer president dels EUA, George Washington l'esmentava sovint als seus discursos, i quan es va retirar a Mount Vernon, després d'acabada la guerra d'independència el 1783, va fundar l'Orde de Cincinnatus, o Societat dels Cincinnati, d'on va sorgir la ciutat de Cincinnati.